# ترالان
ترالان (به انگلیسی: Trallong) یک منطقهٔ مسکونی در بریتانیا است که در پویس واقع شده‌است. ترالان ۳۶۹ نفر جمعیت دارد.